# Pornografía interracial
La pornografía interracial es un tipo de pornografía en la que se pueden contemplar actividades sexuales entre actores de diferentes razas o grupos étnicos.
Inicialmente, el término se refería específicamente a aquella pornografía protagonizada por descendientes africanos y europeos. Hoy, sin embargo, agrupa cualquier ejemplo de pornografía como la arriba mencionada, aunque su significado más común siga siendo el original.

## Historia

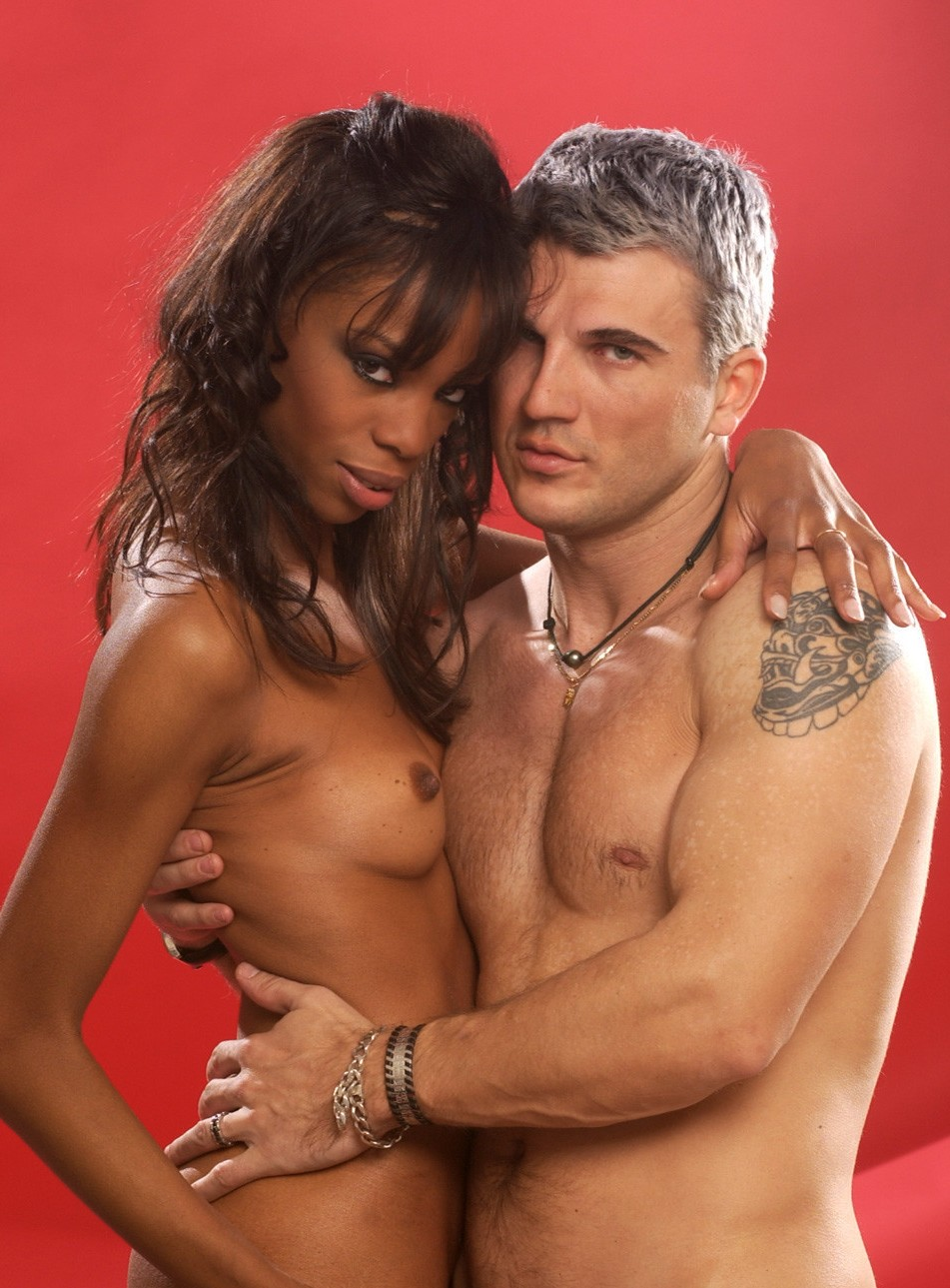
Jeskaya (izq.) y Sebastián Barrio (der.), figuras del porno interracial.

Aunque la pornografía interracial siempre ha sido un género reconocido dentro de ésta, comenzó a crecer visiblemente durante la década de los '80. Su popularidad aumentó durante la siguiente década, hasta llegar a convertirse en una de las más importantes categorías de pornografía. 

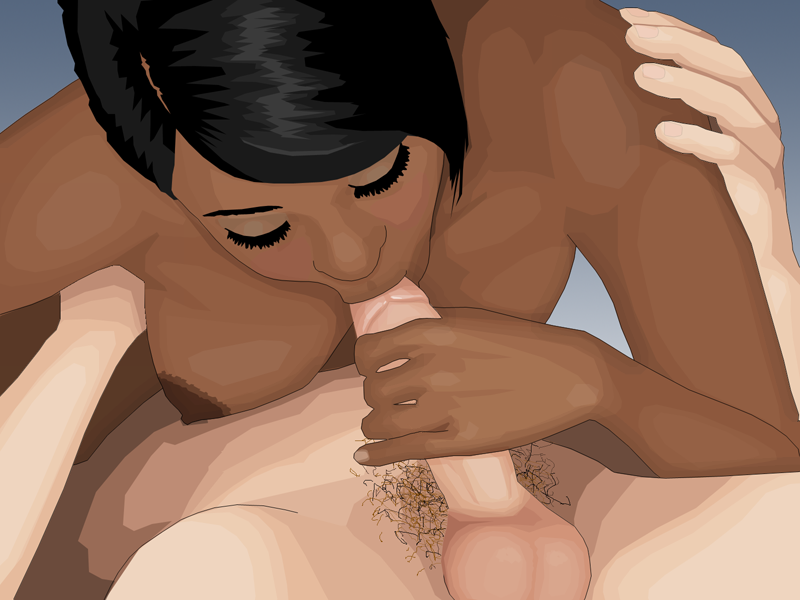
Mujer negra realiza una felación a un varón blanco.

En el pasado, algunas de las más famosas pornostars blancas presuntamente fueron advertidas de que, de aceptar realizar escenas con actores afroamericanos, su carrera se vería arruinada, aunque es una interpretación que no se ha correspondido con la realidad más adelante (El crítico de Adult Video News Sheldon Ranz escribió en 1977 que "seguimos oyendo mucho sobre 'los poderes fácticos' indicando a las mujeres blancas que va en contra de sus interés trabajar con negros. ¿Hay prueba alguna de que la escena de Ginger Lynn con Tony El-Lay en Undressed Rehearsal perjudicó su carrera? Nina Hartley todavía está muy solicitada en los clubs de striptease sureños, a pesar de ser una defensora activa del interracialismo").

### En los Estados Unidos
- Asiático:  japonés,  chino,  coreano,  tailandés,  filipino, Indonesia y vietnamita.
  - Asia del Sur: su pornografía incluye intérpretes femeninas que son originarias de Bangladés, India, Nepal, Pakistán, Sri Lanka.
- Negro: Afroamericano
- Europea (normalmente solo por unos cuantos fetiches específicos): Mujeres de Francia, Alemania, España, Italia, Reino Unido, Rusia, Escandinavia, y, más recientemente, mujeres de Europa Oriental, en particular de Hungría, la República Checa y Rumania.
  - En la pornografía estadounidense, los alemanes a menudo están asociados con temas sadomasoquistas. La regalía nazi y las personas negras también suelen aparecer en este tipo de representaciones; un/una dominatrix alemán/alemana es una figura que aparece a menudo. Películas como Ilsa, la loba de las SS juegan con esos estereotipos.
  - En la década de 1960 y principios de 1970, Escandinavia a menudo es descrita como una especie de paraíso sexual, una utopía de amor libre. El éxito de películas suecas y danesas centradas en temas sexuales como I Am Curious (Yellow) y Swedish Fly Girls ha impulsado todavía más este estereotipo.
- Latino: su pornografía utiliza intérpretes femeninas de origen latinoamerico.
- Polinesia:  Hawái.
- Blanco: La mayoría son de ascendencia  europea: francesa, italiana, alemana, española, portuguesa, sueca, etc.